# Ruth Handler
Ruth Marianna Handler (rozená Mosko‎; 4. listopadu 1916 Denver – 27. dubna 2002 Los Angeles) byla americká podnikatelka a vynálezkyně. Spolu se svým manželem Elliotem spoluzaložila společnost Mattel vyrábějící hračky a v letech 1945–1975 byla její první prezidentkou. Je známá především tím, že v roce 1959 vynalezla panenku Barbie.
Manželé Handlerovi byli nuceni v roce 1975 ze společnosti Mattel odejít poté, co Komise pro kontrolu cenných papírů Spojených států vyšetřovala společnost kvůli falšování finančních dokumentů.

## Životopis
Ruth Marianna Mosko se narodila v roce 1916 v Denveru jako desáté dítě polsko-židovských přistěhovalců Jacoba Moskowicze, kováře, a Idy Moskowicz, rozené Rubenstein. Provdala se za svého přítele ze střední školy Elliota Handlera a v roce 1938 se přestěhovala do Los Angeles, kde si našla práci ve společnosti Paramount Pictures.
Handler byla v roce 1970 diagnostikována rakovina prsu. Podstoupila modifikovanou radikální mastektomii. Vzhledem k obtížím při hledání vhodné prsní protézy se Handler rozhodla vyrobit si vlastní. Pod svou novou společností Ruthton Corp. vyrobila Handler protézu. Tento vynález se stal velmi populárním a tehdejší první dáma Betty Fordová si ho osobně nechala vyrobit.
Zemřela v Los Angeles na komplikace po operaci rakoviny tlustého střeva 27. dubna 2002 ve věku 85 let. Její manžel Elliot zemřel o devět let později ve věku 95 let.

## V kultuře
Ruth Handler ztvárnila Rhea Perlman ve filmu Barbie (2023), kde je zobrazena v pokročilém věku jako duch, který sídlí v centrále společnosti Mattel v Los Angeles a pomáhá hlavní hrdince, Barbie (ztvárněna Margot Robbie).